# Зала слави покеру

Логотип Зали

Зала слави покеру (англ. Poker Hall of Fame) — список діячів покеру, які привнесли великий внесок в історію розвитку покеру. Станом на 2011 рік у списку «Зали слави покеру» зареєстровано 42 особи.

## З історії
У 1979 році власник Binion's Horseshoe Casino Бенні Бініон заснував Залу слави покеру. Спочатку він переслідував дві мети: залучити туристів і віддати почесті найкращим гравцям у покер, нагородивши їх таким свого роду почесним званням. У 2004 році компанія «Харрас» викупила права на володіння Binion's Horseshoe Casino, а разом з ним і Залу слави покеру. Після перебудови казино, зала слави перестала існувати як фізична одиниця і стала лише списком імен на папері. Однак потрапити в цей список велика честь і бажана нагорода кожного гравця в покер. 

## Вимоги
Кандидатури для Зали слави обговорювалися і затверджувалися організаторами WSOP аж до 2009 року. У 2009 році формат вибору кандидатури був дещо змінений. Тепер кандидатури може обговорювати широка громадськість, для цього були висунуті спеціальні фільтри, підпадаючи або не підпадаючи під які кандидатура могла висуватися громадськістю та затверджуватися організаторами. А саме:
- гравець повинен хоч раз зіграти в покер з визнаним сильним противником;
- грати на високих ставках;
- грати добре протягом тривалого часу, і отримати повагу та визнання серед собі рівних;
- вистояти перевірку часом;
- у разі якщо кандидат не гравець, то тільки за внесок у розвиток і процвітання покеру з позитивними результатами, які запам'ятовуються в довгостроковій перспективі.

## Нагорода
Організатори Зали слави покеру вибирають щороку одного або більше нових кандидатур. Церемонія посвячення в ряди великих проходить разом з концертом після завершення останньої роздачі на фінальному столі WSOP Main Event, проведеної кожного листопада в Лас-Вегасі.
До того як Зала слави покеру була викуплений компанією «Харрас» існувала задумка і розроблявся спеціальний приз. Цей приз був 8-ми дюймовим шматком скла, знизу якого розташовувалися відшліфовані до блиску рука з картами, ім'я гравця і напис «Poker Hall of Fame» написані в позолоченому колі з логотипом казино «Бініон Хорсшор» в середині. Вся конструкція була на позолоченому п'єдесталі, з трьома позолоченими колонами фішок.

## Почесний список
| Рік  | Портрет | Ім'я                    | Кількість браслетів WSOP | Виграш на WSOP (US$) | Замітки |
| ---- | ------- | ----------------------- | ------------------------ | -------------------- | ------- |
| 1979 |         | Джонні Мосс †           | 9                        | 834 422              |         |
| 1979 |         | Джеймс Батлер Гікок †   | 0                        | 0                    |         |
| 1979 |         | Едмонд Гойл †           | 0                        | 0                    |         |
| 1979 |         | Нік Дандолос †          | 0                        | 0                    |         |
| 1979 |         | Фелтон Мак Коркудален † | 0                        | 0                    |         |
| 1979 |         | Ред Вінн †              | 0                        | 0                    |         |
| 1979 |         | Сід Вайман †            | 0                        | 0                    |         |
| 1980 |         | Ті Форбс †              | 0                        | 0                    |         |
| 1981 |         | Білл Бойд †             | 4                        | 80 000               |         |
| 1982 |         | Том Абдо †              | 0                        | 0                    |         |
| 1983 |         | Джо Бернштейн †         | 1                        | 21 000               |         |
| 1984 |         | Мерф Гарольд †          | 0                        | 0                    |         |
| 1985 |         | Ред Годжес †            | 0                        | 0                    |         |
| 1986 |         | Генрі Грін †            | 0                        | 0                    |         |
| 1987 |         | Волтер Клайд Персон †   | 4                        | 248 580              |         |
| 1988 |         | Дойл Брансон            | 10                       | 2 945 053            |         |
| 1988 |         | Джек Страус †           | 2                        | 555 000              |         |
| 1989 |         | Фред Феррис †           | 1                        | 150 000              |         |
| 1990 |         | Бенні Бініон †          | 0                        | 0                    |         |
| 1991 |         | Девід Різ †             | 3                        | 2 246 089            |         |
| 1992 |         | Томас Остін Престон     | 4                        | 437 265              |         |
| 1993 |         | Джек Келлер †           | 3                        | 1 583 845            |         |
| 1996 |         | Джуліус Орал Попвел †   | 0                        | 0                    |         |
| 1997 |         | Рождер Мур †            | 1                        | 372 698              |         |
| 2001 |         | Стю Ангер †             | 5                        | 2 081 478            |         |
| 2002 |         | Лайл Берман             | 3                        | 1 588 774            |         |
| 2002 |         | Джонні Чан              | 10                       | 4 322 593            |         |
| 2003 |         | Боббі Балдвін           | 4                        | 681 811              |         |
| 2004 |         | Беррі Джонстон          | 5                        | 2 084 677            |         |
| 2005 |         | Джек Бініон             | 0                        | 0                    |         |
| 2005 |         | Крендел Аддінгтон       | 0                        | 122 650              |         |
| 2006 |         | Ті Джей Клотьє          | 6                        | 4 336 333            |         |
| 2006 |         | Біллі Бакстер           | 7                        | 1 082 304            |         |
| 2007 |         | Барбара Енрі            | 3                        | 397 539              |         |
| 2007 |         | Філ Гельмут             | 11                       | 7 842 189            |         |
| 2008 |         | Дьюі Томко              | 3                        | 2 674 848            |         |
| 2008 |         | Генрі Оренстейн         | 1                        | 201 100              |         |
| 2009 |         | Майк Секстон            | 1                        | 1 097 139            |         |
| 2010 |         | Ден Гаррінгтон          | 2                        | 3 527 476            |         |
| 2010 |         | Ерік Сайдел             | 8                        | 4 512 901            |         |
| 2011 |         | Баррі Грінштейн         | 3                        | 2 645 086            |         |
| 2011 |         | Лінда Джонсон           | 1                        | 146 346              |         |